# Municipio de Medicine Lodge
El municipio de Medicine Lodge (en inglés: Medicine Lodge Township) es un municipio ubicado en el condado de Barber en el estado estadounidense de Kansas. En el año 2010 tenía una población de 2334 habitantes y una densidad poblacional de 7,52 personas por km².

## Geografía
El municipio de Medicine Lodge se encuentra ubicado en las coordenadas 37°17′53″N 98°32′26″O / 37.29806, -98.54056. Según la Oficina del Censo de los Estados Unidos, el municipio tiene una superficie total de 310.39 km², de la cual 309,38 km² corresponden a tierra firme y (0,33 %) 1,01 km² es agua.

## Demografía
Según el censo de 2010, había 2334 personas residiendo en el municipio de Medicine Lodge. La densidad de población era de 7,52 hab./km². De los 2334 habitantes, el municipio de Medicine Lodge estaba compuesto por el 96,27 % blancos, el 0,64 % eran afroamericanos, el 0,3 % eran amerindios, el 0,64 % eran asiáticos, el 1,2 % eran de otras razas y el 0,94 % eran de una mezcla de razas. Del total de la población el 2,1 % eran hispanos o latinos de cualquier raza.